# White Tiger
White Tiger foi um grupo de glam metal formado em Los Angeles, Estados Unidos, em 1986.
Foram uma banda de curta duração fundada por dois músicos que pouco antes tinham conhecimento em suas bandas, o vocalista David Donato e o guitarrista Mark St. John. Donato tinha sáido do Black Sabbath, em 1985, enquanto Mark St. John saiu do Kiss, em 1984. O resto da banda era composta pelo baixista Michael Norton, irmão de Mark St. John, e o baterista Brian James Fox.

## Membros
- David Donato - vocal
- Mark St. John - guitarra
- Michael Norton - baixo
- Brian James Fox - bateria

## Discografia

### Álbuns de estudio
- White Tiger (1986)

### Coletâneas
- Raw (1999)[2]